# Донской сельсовет (Липецкая область)
Донско́й сельсове́т — муниципальное образование (сельское поселение) в составе Задонского района Липецкой области.
Административный центр — село Донское.

## География
Располагается в центре Липецкой области, на севере Задонского района. Имеет общие границы со следующими образованиями (начиная с севера по часовой стрелке): Скорняковский сельсовет, Липецкий район, Верхнестуденецкий сельсовет, Бутырский сельсовет, Хмелинецкий сельсовет, Елецкий район. По территории поселения протекает река Дон.

## Население
| 2010  | 2012  | 2013  | 2014  | 2015  | 2016  | 2017  |
| ----- | ----- | ----- | ----- | ----- | ----- | ----- |
| 5002  | ↘4972 | ↗4998 | ↗5055 | ↘5054 | ↗5059 | ↘5034 |
| 2018  | 2021  |       |       |       |       |       |
| ↘5010 | ↘4893 |       |       |       |       |       |

Является вторым по количеству жителей поселением в Задонском районе (после городского поселения город Задонск). Составляет 14.22 % от численности населения района.

## Состав поселения
| № | Населённый пункт | Тип населённого пункта | Население (2021) |
| - | ---------------- | ---------------------- | ---------------- |
| 1 | Анненка          | деревня                | ↘38              |
| 2 | Галичья Гора     | деревня                | 105              |
| 3 | Дон              | ж.д. станция           | 241              |
| 4 | Донское          | село, адм. центр       | ↗3953            |
| 5 | Донской Рудник   | посёлок                | 418              |
| 6 | Лукошкинский     | посёлок                | 173              |
| 7 | Матюшкино        | деревня                | 48               |
| 8 | Новоселье        | деревня                | 27               |
| 9 | Патриаршая       | ж.д. станция           | 145              |

## Экономика
На территории сельсовета работают следующие предприятия:
- Лукошкинский карьер
- Хмелинецкий карьер
- Донской лесхоз
- Патриаршенское хлебоприёмное предприятие
- Сельхозпредприятие «Задонье»